# Пирогов, Лев Васильевич
Лев Васи́льевич Пирого́в (род. 7 июля 1969, Ставрополь) — российский литературный критик, публицист.

## Краткая биография
Служил в Советской армии. Окончил филологический факультет Ставропольского государственного педагогического университета; затем преподавал культурологию в том же вузе.
Работал в «Литературной газете», в «Независимой газете» / НГ Ex Libris. Сотрудничал с газетами «Вечерняя Москва», «Культура», «Моя семья», с интернет-изданиями «Русский журнал», «Взгляд», «Перемены», «Свободная пресса», «Спутник и Погром», «Топос» и др.
Ныне главный редактор Издательского дома «Литературная учёба». Главный редактор журнала «Лучик 6+» Архивная копия от 30 марта 2022 на Wayback Machine.

## Книги
- Хочу быть бедным. — М. — Владимир, 2011. — 348, [1] с. — ISBN 978-5-17-073889-2
- Упирающаяся натура. — [электронная книга], 2012
- Первый после Пушкина. — [электронная книга], 2016

## Мнения
Восторженные отзывы о Пирогове и сборнике «Хочу быть бедным» написали Дмитрий Володихин и Андрей Рудалёв.
По словам Володихина, Пирогов — «ярко выраженный почвенник, смеющий заявлять, что без почвы вообще ничего доброго в литературном творчестве быть не может. <…> Никто его слушать не станет, но он прав. Правда его проста: верь, не ври, сочувствуй людям. <…>».
По словам Рудалёва, — Пирогов «отталкиваясь от литературного информационного повода, уходит в свой лес, где нарубает философические письма. <…> Пирогов — социокультурный мыслитель, пишущий адекватный дневник нашего времени».
Литератор Владимир Гугнин (Гуга) упомянул Пирогова как «ядовитого и неуправляемого критика, склонного к национализму».

## Прочее
В интервью 2010 года Л. Пирогов назвал своей лучшей статьёй текст «Дезертиры вечности» Архивная копия от 19 сентября 2016 на Wayback Machine.